# Haemoproteus
A Haemoproteus az Alveolata Apicomplexa törzsének elsősorban madarakat, hüllőket és kétéltűeket fertőző nemzetsége. A név az ógörög άίμα, vér szóból és a különböző alakokat felvevő Próteusz tengeristenről kapta. A nevet először Walther Kruse használta a Haemoproteus columbae 1890-es leírásában, melyet a Columba livia galambfajból mutatott ki. Ez volt a nemzetség első leírása is. 2 további név – a Halteridium és a Simondia – ezzel szinonim.
A protozoonok elsősorban vörösvérsejteket fertőző sejtbeli paraziták. Vérszívók, például szúnyogok, Culicoides-fajok, Hippoboscidae-fajok és Tabanidae-fajok terjesztik. A Haemoproteus-fertőzést a Plasmodiumhoz való hasonlóság miatt nevezik álmaláriának is.
A nemzetség legalább 173 fajt tartalmaz 5 változattal és 1 alfajjal. Ebből több mint 140 madarakban, 16 hüllőkben, 3 kétéltűekben fordul elő: 14 madárrendet és 50 -családot fertőző fajok ismertek, többek közt a Galliformest, az Anseriformest, az Accipitriformest, a Falconiformest, a Strigiformest, a Columbiformest és a Passeriformest is fertőzik.

## Rendszertan

### Evolúció
A legkorábbi ismert Haemoproteus-szerű élőlényről (Paleohaemoproteus burmacis) származó kövületet nőstény Ceratopogonidae-faj hasüregében mutatták ki, mely 100 millió évvel ezelőtt egy 2005-ben Mianmarban talált borostyánba zárult.

### Történet
Először 1890-ben írta le Kruse a H. columbae leírásával, melyet a Columba liviában mutatott ki. McCallum 1897-ben kimutatta, hogy az exflagelláció a Haemoproteus ivaros szaporodásának része, és feltételezte, hogy ugyanez történik a Plasmodiumban is. Az első hüllőfertőző Haemoproteidae-fajt 1901-ben fedezte fel Simond, aki Haemamoeba metchnikovinak nevezte el. A Sergent testvérek 1906-ban kimutatták, hogy az ektoparazita Pseudolynchia canariensis a H. columbae vektora, 1908-ban Aragao leírta, hogy a Haemoproteus szkizogónia-szakasza a fertőzött galambfiókák tüdő-endotéliumában él. Korábban a parazitatranszmisszió menetét a vérrel való táplálkozás utáni regurgitatio útján történőnek tekintették, de Adie kimutatta, hogy a Plasmodiumhoz hasonlóan a paraziták a nyálmirigyekben fejlődnek.
A Halterium nemzetséget Alphonse Labbé hozta létre, aki egy eritrocitákban pigmentált gametocitákkal rendelkező fajt figyelt meg, mely kifejlődve szalagos. A nemzetséget később a Haemoproteusszal egyesítették.
A Haemocystidiumot egy Hemidactylus nembeli gekkókat fertőző Haemoproteidae-fajhoz írták le Castellani és Willey 1904-ben, akik Srí Lankán mutatták ki. Ennek egy második faját 1909-ben írták le Johnston és Cleland, akik a Chelodina longicollis vérében pigmentált gametocitákat találtak. E fajokat 1926-ban Wenyon helyezte át a Haemoproteusba.
A nemzetséget 1966-ban Garnham élesztette fel, akik a Chelonia-fertőző fajokhoz a Simondia nemzetséget írták le. Wenyon, Hewitt és DeGiusti véleményeit követve azt állította, hogy e paraziták mindje 1 fajhoz (Simondia metchnikovi) tartoznak. A gyíkfertőző fajoknak tartotta fenn a Haemocystidium nevet. Más vektornemet mutattak ki 1957-ben Fallis és Wood, akik a Haemoproteus nettionist a Culicoides downesi Wirth et Hubert fajban mutatták ki Ontarióban.
Levine és Campbell 1971-ben minden Simondia- és Haemocystidium-fajt a Haemoproteusba helyeztek át, ezt későbbi szerzők is követték.
1996-ban Telford ismét használta a Haemocystidium nevet, aki 1996-ban 3 új protozoonfajt mutatott ki pakisztáni gekkókban.
E nemzetség sok más protozoon-nemzetséghez hasonlóan további DNS-szekvenálással tovább módosulhat. Például számos DNS-szekvenciát azonosítottak madárfertőző Haemoproteus-fajokban, új tudást biztosítva a nemzetség különböző régiókban lévő, korábban ismeretlen diverzitásáról.

### Alnemzetségek
A madárfertőző fajok 2 alnemzetségbe tartoznak – a Haemoproteusba és a Parahaemoproteusba –, ezt 1965-ben javasolták Bennett  et al.. Ezek az alábbiak szerint különböztethetők meg:
- : Vektorai a Hippoboscidae tagjai. Exflagellációja 20 °C alatt nem következik be. Érett oocisztái 20 μm-nél nagyobbak. A sporozoita átlagosan 10 μm-nél rövidebb, egyik vége hegyesebb a másiknál. Bár többnyire a Columbiformes parazitái, az alnemzetség egyes fajai megtalálhatók a Charadriiformes, Pelecaniformes és Suliformes kládokban is.
- : Nem a Columbiformesbe tartozó madarak parazitái. Vektorai Ceratopogonidae-fajok. Exflagellációja 20 °C alatt következik be. Érett oocisztái 20 μm-nél kisebbek, sporozoitái 10 μm-nél hosszabbak, és mindkét végük hasonlóan hegyes.

Bár korábban a Haemoproteust galambokra és rokon fajokra korlátozó elated species, species in this genus have been isolated from frigatebirds.

### Fajok
| - Haemoproteus aegnithidae - Haemoproteus aegyptius - Haemoproteus africanus - Haemoproteus alaudae - Haemoproteus anatolicum - Haemoproteus anthi - Haemoproteus antigonis - Haemoproteus asturisdussumieri - Haemoproteus attenatus - Haemoproteus balearicae - Haemoproteus balli - Haemoproteus balmorali - Haemoproteus bambusicolae - Haemoproteus bennetti - Haemoproteus brachiatus - Haemoproteus beckeri - Haemoproteus belopolskyi - Haemoproteus bennetti - Haemoproteus borgesi - Haemoproteus brodkorbi - Haemoproteus bubalornis - Haemoproteus bucerotis - Haemoproteus canachites - Haemoproteus caprimulgi - Haemoproteus catharti - Haemoproteus catenatus - Haemoproteus cellii - Haemoproteus centropi - Haemoproteus chelodina - Haemoproteus coatneyi - Haemoproteus columbae - Haemoproteus concavocentralis - Haemoproteus cornuata - Haemoproteus crumenius - Haemoproteus cyanomitrae - Haemoproteus danilewskyi - Haemoproteus desseri - Haemoproteus dicaeus - Haemoproteus dicruri - Haemoproteus dolniki - Haemoproteus edomensis - Haemoproteus elani - Haemoproteus enucleator - Haemoproteus forresteri - Haemoproteus fringillae - Haemoproteus fusca - Haemoproteus gabaldoni - Haemoproteus garnhami - Haemoproteus geochelonis - Haemoproteus greineri | - Haemoproteus goodmani - Haemoproteus halcyonis - Haemoproteus handai - Haemoproteus hirundinis - Haemoproteus himalayanus - Haemoproteus homobelopolskyi - Haemoproteus homopalloris - Haemoproteus homovelans - Haemoproteus hudaidensis - Haemoproteus iwa - Haemoproteus janovyi - Haemoproteus jenniae - Haemoproteus khani - Haemoproteus kopki - Haemoproteus krylovi - Haemoproteus lanii - Haemoproteus lari - Haemoproteus lophortyx - Haemoproteus kopki - Haemoproteus maccallumi - Haemoproteus mackerrasi - Haemoproteus macrovacuolatus - Haemoproteus madagascariensis - Haemoproteus majoris - Haemoproteus mansoni - Haemoproteus mathislegeri - Haemoproteus melopeliae - Haemoproteus meleagridis - Haemoproteus meropis - Haemoproteus mesnili - Haemoproteus metchnikovi - Haemoproteus micronuclearis - Haemoproteus minutus - Haemoproteus motacillae - Haemoproteus multipigmentatus - Haemoproteus multivolutinus - Haemoproteus nebraskensis - Haemoproteus nettionis - Haemoproteus nisi - Haemoproteus noctuae - Haemoproteus nucleofascialis - Haemoproteus nucleophilus - Haemoproteus oedurae - Haemoproteus orioli - Haemoproteus oryzivora - Haemoproteus ovalis - Haemoproteus pallidus - Haemoproteus pallidulus - Haemoproteus palumbis - Haemoproteus pasteris | - Haemoproteus pastoris - Haemoproteus parabelopolskyi - Haemoproteus paramultipigmentatus - Haemoproteus paranucleophilus - Haemoproteus paruli - Haemoproteus passeris - Haemoproteus payevskyi - Haemoproteus peltocephali - Haemoproteus peircei - Haemoproteus pelouri - Haemoproteus phyllodactyli - Haemoproteus piresi - Haemoproteus plataleae - Haemoproteus pratosi - Haemoproteus prognei - Haemoproteus psittaci - Haemoproteus pteroclis - Haemoproteus ptyodactyli - Haemoproteus quelea - Haemoproteus raymundi - Haemoproteus rileyi - Haemoproteus rupicola - Haemoproteus sacharovi - Haemoproteus sanguinus - Haemoproteus sanîosdiasï - Haemoproteus sauianae - Haemoproteus sequeirae - Haemoproteus serini - Haemoproteus silvaï - Haemoproteus sturni - Haemoproteus sylvae - Haemoproteus syrnii - Haemoproteus tarentolae - Haemoproteus tartakovskyi - Haemoproteus telfordi - Haemoproteus tendeiroi - Haemoproteus tinnunculi - Haemoproteus thraupi - Haemoproteus trionyxi - Haemoproteus turtur - Haemoproteus uraeginthus - Haemoproteus vacuolatus - Haemoproteus valkiūnasi - Haemoproteus vangii - Haemoproteus velans - Haemoproteus vireonis - Haemoproteus wenyoni - Haemoproteus witti - Haemoproteus xantholemae - Haemoproteus zosteropsis |

## Életciklus

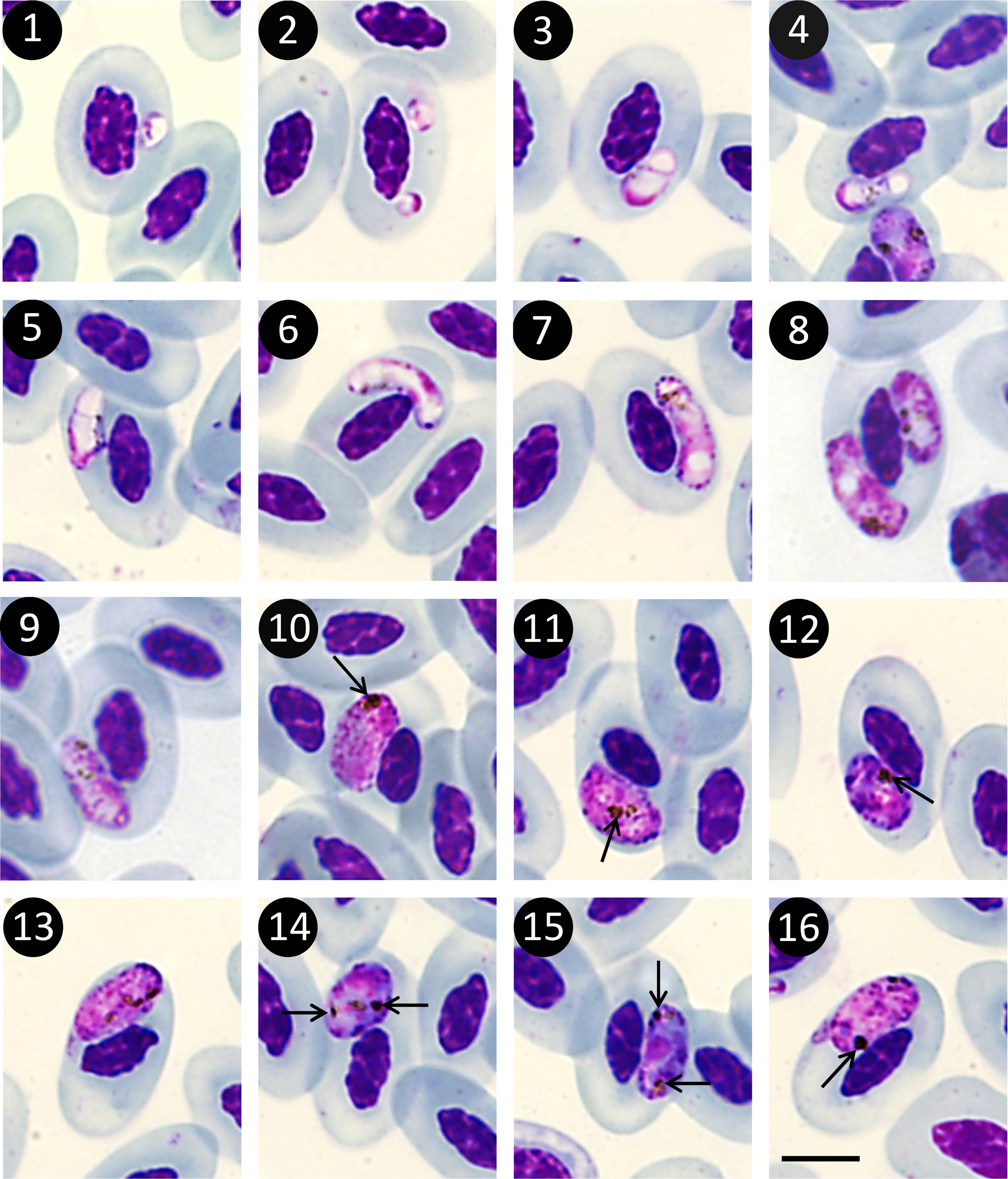
Haemoproteus ilanpapernai

Életciklusában a fertőző szakasz a vektor nyálmirigyeiben lévő sporozoita. Miután a vektor új gazdát csíp, a sporozoiták bekerülnek a véráramba, és az erek endotéliumába kerülnek különböző szövetekben, például a tüdőben, a májban és a lépben. Az endotéliumban a sporozoiták ivartalanul szaporodnak, szkizontákat létrehozva, melyek több merozoitát termelnek, melyek behatolnak az eritrocitákba, és női (makrogametocita) vagy hím (mikrogametocita) gametocitákat hoznak létre. Ezeket egy másik vérszívó rovar felszívhatja, ahol ivaros szaporodással a középbélben oocisztává alakulhatnak. Ezek felszakadnak, majd számos sporozoitát bocsátanak ki, melyek a nyálmirigyet fertőzik, és későbbi fertőzések fókuszává válnak másik gazda számára, amikor a rovar újból vért szív.

## Genetika
A Haemoproteus tartakovskyi magi genomja a Plasmodium falciparuméhoz hasonlóbb, mint a Plasmodium vivaxéhoz: 23,2 Mbp hosszú, 5990 génből áll, és GC-tartalma 25,4% (a P. falciparumé

## Leírás
A vérben csak gametociták találhatók. Ivartalan szaporodása szervekben, például májban történik. Az élőlények a sejtplazma többségét kitöltik, világos rózsaszín, finom szemcsés sejtmagjuk középen van.
Morfológiai alapú rendszertana a kevés morfológiai ismertetőjegy miatt nehéz. Legtöbb faját az „egy faj, egy gazda” hipotézis szerint írták le, mely félrevezetőnek bizonyult. A fajleírásra használt morfológiai jellemzők például a pigmentszemcseszám, a gazda magja körbevételének és eltolásának és a sejt megnagyobbodásának mértéke és a parazita mérete. DNS-alapú tanulmányok a rendszertani besorolást könnyíthetik. A citokróm b molekuláris elemzése alapján mintegy 5000 tagja van, míg a mikroszkópia szerint 250 morfológiailag jelentősen különböző faj van.
A gametociták 5 alapformába sorolhatók:
- vékony gametociták nem teljes szélekkel (Haemoproteus balearicae, Haemoproteus pelouri)
- nyakló alakú gametociták (Haemoproteus maccullumi)
- vastag, nyúlt, a gazdasejt javát kitöltő, magját laterálisan eltoló gametociták ((Haemoproteus halcyonis, Haemoproteus plataleae)
- a magot eltoló, a gazdasejtet feltöltő gametociták (Haemoproteus telfordi)
- egyenes, jobbára mag nélküli sejtekben lévő, a gazdasejtével közel azonos hosszú gametociták (Haemoproteus enucleator)

### Diagnózis
A következők alapján lehet diagnosztizálni:
- Gametociták csak eritrocitákban vannak.
- A gametociták nyaklóhoz hasonló megjelenésűek, a gazdasejt magját kevéssé tolják el.
- Nincs szkizonta a perifériás vérkeneten.
- Több hemozoinszemcse van az eritrocitákban.
- A pigmentszemcsék refraktilisek és sárgásbarnák.

## Patológia
A legtöbb Haemoproteus-fertőzés szubklinikai tüneteket okoz.
Post mortem kutatások a lép, a máj és a vesék megnagyobbodását mutatták ki. Ezek barnák lehetnek a hemozoin-lerakódástól. Citológiai vizsgálatok szkizontákkal teli endotéliumot mutathatnak. Egyes fajai nagy cisztaszerű testeket alkothatnak vázizmokban, melyek a Sarcocystis-fertőzben láthatókhoz hasonlók.
A H. columbae-fertőzött galambok begyei megnőhetnek, és anémia is ismert bennük.
A Colinus virginianust a Haemoproteus lophortyx fertőzheti. A fertőzött példányok mozgáskészsége alacsony, megjelenésük a normálistól eltér, továbbá prostratio és halál jelentkezhet náluk. További tünetek a parazitémia és az anémia. Vázizmokban nagy megaloszkizonta lehet, különösen a combban és a hátban. Az átlagos kumulatív mortalitás 20% feletti is lehet.
A Haemoproteus meleagridis-fertőzés pulykákban bénulást, diarrhoeát, depressziót, emaciációt, anorexiát és alkalmanként anémiát okoz.
A Haemoproteus nettionis-fertőzés Cairina moschata esetén bénulást, diszpnoét és hirtelen halált okoz.
Más madárfajokban alkalmanként anémiát és anorexiát írnak le. Folyamatosan jelennek meg új Haemoproteus-fertőzésekről információk, és folyamatosan figyelni kell hatásukat a gazda állapotára.
Emberben 2024-ig nem volt ismert, de jelentős átfedés van a két klád élettere közt.

## Hatása vektorokra
A H. columbae a C. liviát fertőzi, vektora a Pseudolynchia canariensis. Ennek mindkét ivara át tudja adni a parazitát. A Hippoboscoidea fajai, melybe a P. canariensis is tartozik, nem petézik, ehelyett lárvái in utero kelnek ki, tejmirigyek táplálják, és az anyából való távozás előtt 3 morfológiai szakaszon mennek át. A parazitával fertőzött nőstények túlélési aránya jelentősen kisebb, de fertőzött hímekben nincs jelentős különbség. Ezenkívül a fertőzött nőstények kevesebb utódot hoznak, de minőségüket nem befolyásolja jelentősen.

## Fordítás
Ez a szócikk részben vagy egészben  a   Haemoproteus című angol Wikipédia-szócikk ezen változatának fordításán alapul.  Az eredeti cikk szerkesztőit annak laptörténete sorolja fel. Ez a jelzés csupán a megfogalmazás eredetét és a szerzői jogokat jelzi, nem szolgál a cikkben szereplő információk forrásmegjelöléseként.